# Areguá
Areguá is een stad in het departement Central en een gemeente (in Paraguay un distrito genoemd). De stad is de hoofdstad van het departement sinds 2 juli 1993; hiervoor werd het departement bestuurd vanuit Asunción.
De stad telt 74.000 inwoners en ligt in de nabijheid van het beroemde Ypacaraimeer, op een afstand van ongeveer 30 km van Asunción.